# Diocesi di Galazia in Campania
La diocesi di Galazia in Campania (in latino: Dioecesis Calatina in Campania) è una sede soppressa e sede vescovile titolare della Chiesa cattolica.

## Storia
La diocesi di Calatia si fa risalire alla figura di sant'Augusto. I racconti agiografici riportano la storia di un sant'Augusto fuggito dall'Africa per scampare alla persecuzione dei Vandali. Giunto sulle coste campane, dette origine alla chiesa di Calatia.
Nel IX secolo le cronologie attribuiscono a Calatia il vescovo Adelgiso o Lupeno, vescovi confinanti con il vescovo di Capua, nel periodo in cui Capua non era arcivescovado. Secondo Tommaso Laudando, uno di questi era vescovo di Calatia. La supposizione appare tuttavia molto ambigua e discussa, e non è sostenuta da altre fonti.
Alderico è l'unico vescovo di Calatia sicuramente confermato da documenti storici: in esso si firma come Aldericus Calactinae Ecclesiae Episcopus.
Calatia venne devastata prima da Pandone il rapace nell'861-863 e poi dai Saraceni nell'880. Non venne completamente distrutta, ma restò pressoché abbandonata per molti secoli. I vescovi si rifugiarono a Caserta, dove per un certo periodo mantennero ancora il titolo di vescovi di Calatia. Infatti nel 1158 in un diploma conservato nell'abbazia di Cava il vescovo Giovanni di Caserta donava all'abbazia di Cava le chiese di Santa Maria e di San Marciano a Cervino e imponeva l'obbligo all'abate di riconoscere di aver ricevute le due chiese "a Casertana seu a Calatina Ecclesia". Il suo predecessore, Nicola I, invece, venne anche denominato "Episcopus Kalatus" nel memoriale di Notar Zibullus De Zebullis.
Dal 1970 Calatia è annoverata tra le sedi vescovili titolari della Chiesa cattolica con il nome di Galazia in Campania; dal 7 dicembre 1993 l'arcivescovo, titolo personale, titolare è Jean-Paul Aimé Gobel, già nunzio apostolico in Egitto.

## Cronotassi dei vescovi
- Sant'Augusto † (439 - 477 circa)
- Adelgiso o Lupeno † (861 - 880 ?)
- Alderico † (949 - 980 ?)

## Cronotassi dei vescovi titolari
- Anton Herre † (12 ottobre 1970 - 24 settembre 1993 deceduto)
- Jean-Paul Aimé Gobel, dal 7 dicembre 1993